# Distretto di Koderma
Il distretto di Koderma è un distretto del Jharkhand, in India, di 498 683 abitanti. Il suo capoluogo è Koderma.